# Przyboczny
Przyboczny, przyboczna – funkcja w drużynie harcerskiej lub gromadzie zuchowej. Przyboczny jest głównym pomocnikiem drużynowego lub drużynowej. W niektórych drużynach pełni on też funkcję zastępowego Zastępu Zastępowych (tzw. zz), w skład którego wchodzą inni zastępowi oraz, w zależności od zwyczajów przyjętych w danym środowisku, podzastępowi. Funkcja ta jest też traktowana jako przygotowanie do objęcia funkcji drużynowego.
Przyboczny ma zielony sznur funkcyjny noszony spod ramienia – oznacza się go tak samo w ZHP, ZHR i SH. W SHK „Zawisza” symbolem funkcji przybocznego drużyny jest zielona baretka z brązową belką, zaś przybocznego gromady baretka żółta z brązową belką.